# Litsea calicaris
Mangeao (Litsea calicaris) es una especie botánica de arbustos perennifolios; endémicos de la Isla Norte de Nueva Zelanda, en los bosques bajos cerca de Cabo Norte al sur (38°S). Pertenece a la familia de los laureles (Lauraceae).

## Descripción

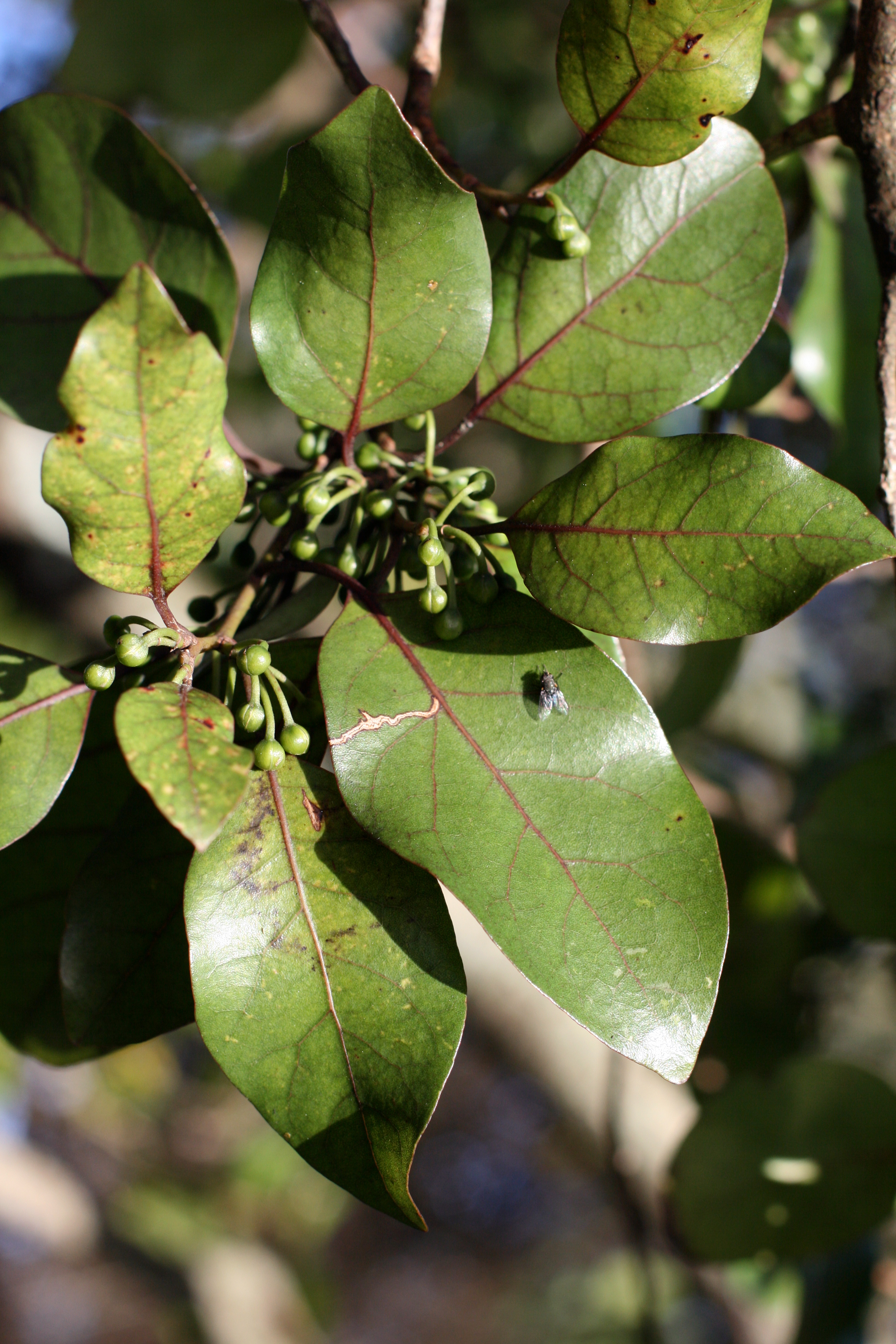
Las hojas del Mangeao tienen prominentes venas

El Mangeao es el único representante de Nueva Zelanda del género Litsea, que tiene 200-400 especies de árboles o arbustos perennifolios o caducifolios de áreas tropical y subtropical de Asia, Australia, Norteamérica,  Sudamérica. Hay más de 70 especies en China, mayormente en regiones cálidas del sur y del sudoeste.
Crece hasta 15 m de altura, corteza suave pardo grisácea oscura.  Hojas opuestas, de 5-15 cm de largo, ovadas o ovada oblongas, y verde azulinas por debajo.  Flores pequeñas, en umbelas de 4-5;  fruto drupa oblongo ovoide, de 2 mm de largo, rojizo y asentado en un disco.  Un espécimen  plantado por el Rev. Richard Taylor en 1860 fue medido 120 años más tarde, dando 13 m de altura con un diámetro de tronco de 92 cm. Vive bien en suelo calcáreos o en arcillosos, requiriendo buen drenaje, tolerando poco sequía. Los ejemplares jóvenes son muy sensibles al frío.

## Usos

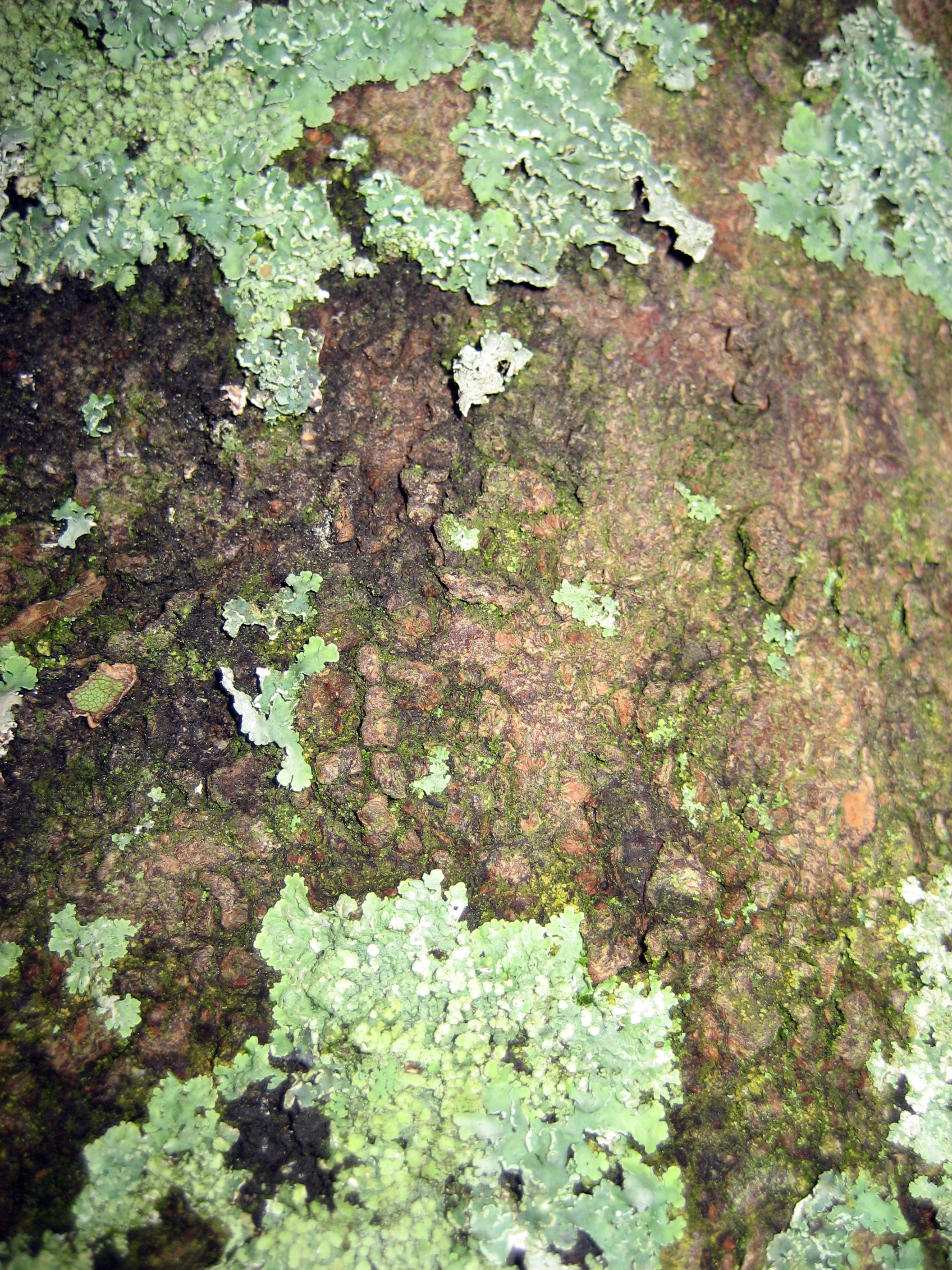
Líquenes creciendo en el ritidoma de un Mangeao

Produce madera de alta calidad con excelente fortaleza y flexibilidad. Madera blanca, firme, fuerte, combinando resistencia con elasticidad y liviandad. En el siglo XIX se usó para muchos propósitos incluyendo la hechura de barriles y ruedas, en barcos, vagones de trenes y deportes. Produce enchapado de alta calidad. Se hacen buenos violines y para kayaks. Fue usado para el 9.º piso del Edificio Beehive (el ala ejecutiva del Parlamento de Nueva Zelanda).
Los māori lo han estado usando por sus propiedades medicinales.

## Amenazas
Aparte de la amenaza de la tala rasa, el Mangeao sufre malamente el ramoneo que hace Trichosurus vulpecula.

## Taxonomía
Litsea calicaris fue descrita por (Sol. ex A.Cunn.) Benth. et Hook.f. ex Kirk y publicado en Forest Fl. New Zealand 15, t. 10. 1889.
Sinonimia
- Laurus calicaris Sol. ex A. Cunn. in Ann.
- Tetranthera tangao R. Cunn.
- Tetranthera calicaris Hook. f.